# Барак, Йозеф
Йозеф Барак (чеш. Josef Barák, род. 26 января 1833 г. Прага — ум. 15 ноября 1883 г. Прага) — чешский поэт, журналист и политик.

## Биография
Й.Барак входил в литературную группу Майские (Májovci), в альманахе которой до 1857 года вышли в свет его первые стихотворения. Участвовал в движении Чешское национальное возрождение. Был одним из основателей народной организации Сокол, союза художников Umělecká beseda и нескольких студенческих кружков. По профессии Й.Барак был журналистом.
В 1857 году он становится редактором газеты Prager Morgenpost, а после появления первых изданий на чешском языке в 1860-е годы — редактором журнала Svoboda. Совместно с Яном Нерудой, Й.Барак представлял «плебейский демократический радикализм», продолжение движения радикальных демократов чешского восстания 1848—1849 годов. В своих статьях боролся за права угнетённых и трудящихся классов, участвовал в организуемых ими акциях, был признанным вождём, весьма популярным среди рабочих Праги. Неоднократно арестовывался полицией, с начала 1860-х годов — под постоянным наблюдением австрийской охранки. В 1871 году становится редактором рабочей газеты Рабочие листки (Dělnické listy). После конфликта в редакции с социалистами в августе 1872 года Й.Барак покидает эту газету. В октябре1874 он становится ответственным редактором газеты Народные листки (Národní listy), в то время крупнейшей и влиятельнейшей чешской газеты.